# Banjardowo
Banjardowo is een bestuurslaag in het regentschap Grobogan van de provincie Midden-Java, Indonesië. Banjardowo telt 6288 inwoners (volkstelling 2010).